# GT6-80C
GT6-80C — немецкий трамвайный вагон, производившийся фирмой Waggon Union из Берлина и фирмой DUEWAG для предприятия Verkehrsbetriebe Karlsruhe и Albtal-Verkehrs-Gesellschaft. Первые 20 трамваев произведены в 1983–1984 годах на предприятиях Waggon Union, 20 следующих в 1987 в DUEWAG. В 1989 в DUEWAG собрано ещё 5 вагонов.

## Конструкция
Конструкция GT6-80C является продолжением серии DUEWAG B. Двучленный вагон приспособлен для обслуживания высоких перронов. Коробка опирается на тележки Якобса. Вагоны шириной 2,65 м, что делает GT6-80C на 25 сантиметров длиннее до сих пор эксплуатируемых в Карлсруэ, что потребовало изменения инфраструктуры. В отличие от лёгкого транспортного средства рельсового типа DUEWAG B, трамвай спроектирован как односторонний и имеет двери только с одной стороны. Внутри находится только одна кабина водителя трамвая, в задней части поместили исключительно небольшой манёвренный пюпитр.
Электрическое оснащение предназначено для тяговой сети с напряжением 750В. Вагоны этого типа снабжены автоматическими сцепками Шарфенберга, что делает возможным соединение их в составы. Также благодаря этому существует возможность соединения трамвая типа GT6-80C с другими типами, например GT8-80C.
Трамваи этого типа приспособлены к эксплуатации как скоростной трамвай, в них применяется специальный пол без ступенек, делающий возможным вход в вагон с высокого перрона.